# Werner Biskup
Werner Paul Biskup (* 26. April 1942 in Bottrop; † 22. Juni 2014 in Quakenbrück) war ein deutscher Fußballspieler und -trainer. Als Spieler hat er für Bottrop in der 2. Liga West 59 Ligaspiele (4 Tore), 30 Ligaspiele (3 Tore) in der Oberliga West für Leverkusen in der Saison 1962/63, 124 Spiele in der Regionalliga West (14 Tore) und 140 Spiele (11 Tore) bei Fortuna Düsseldorf und 1. FC Köln in der Fußball-Bundesliga absolviert.

## Leben

### Karriere als Spieler

#### Bottrop, Leverkusen und Düsseldorf, bis 1968
Der Sohn eines Bergmannes aus der Arbeiterstadt am Rhein-Herne-Kanal machte die ersten fußballerischen Schritte ab 1951 in der Jugendabteilung von SV 1911 Bottrop, ehe er sich 1958 für die letzten zwei Jugendjahre dem führenden Verein in Bottrop, den Schwarz-Weißen des VfB Bottrop, anschloss. Unmittelbar der Jugend entwachsen, gehörte er in der Saison 1960/61 dem Ligakader des VfB in der 2. Liga West an. Unter Trainer Herbert Burdenski und neben Mitspielern wie Diethelm Ferner und Werner Kubek absolvierte er beim Erreichen des 13. Tabellenranges 29 Ligaspiele und erzielte zwei Tore. In seiner zweiten Seniorenrunde war er für die Mannschaft aus dem Jahnstadion in 30 Ligaspielen (2 Tore) im Einsatz gewesen und hatte sich durch seine Leistungen auch für höherklassige Vereine empfohlen. Er hatte jahrelang im Angriff gespielt und überzeugte durch Zweikampfstärke, Klasse im Kopfball und harten, platzierten Schuss. Neben dem Platz hatte er eine Ausbildung zum Bau- und Maschinenschlosser durchlaufen und studierte später in Darmstadt sechs Semester Heizungs- und Lüftungstechnik.
Er wechselte nach zwei Runden 2. Liga West mit 59 Ligaeinsätzen und vier Toren zur letzten Runde der damaligen höchsten Spielklasse, 1962/63, in die Oberliga West zu Bayer 04 Leverkusen. In der Farbenstadt fand er eine Anstellung im Bayer-Werk und musste nicht mehr wie in Bottrop im Schichtdienst unter Tage arbeiten. Unter Trainer Fritz Pliska und an der Seite von Mitspielern wie Werner Görts, Heinz Höher, Uwe Klimaschefski, Torhüter Manfred Manglitz und Angreifer Hans-Otto Peters belegte Bayer den 9. Rang und Biskup hatte in 30 Ligaeinsätzen drei Tore erzielt.
Leverkusen gehörte ab der Saison 1963/64 infolge Nichtaufnahme in die neue Bundesliga, der zweitklassigen Regionalliga West an. Durch die Spielerverluste Manglitz und Höher zum Meidericher SV und Klimaschefski zu Hertha BSC war das Leistungsvermögen von Bayer geschwächt und so kam die Mannschaft 1963/64 lediglich auf den 12. Rang. Hierzu hatte der Abwehrchef Biskup in der 20er-Staffel in allen 38 Rundenspielen (2 Tore) wesentlich beigetragen. In dieser Saison lief er auch in beiden Spielen gegen seinen Heimatverein VfB Bottrop auf. Im zweiten Jahr Regionalliga, 1964/65, ging es mit Leverkusen Richtung Tabellenende; Bayer belegte den 16. Rang und Biskup hatte 28 Ligaspiele (2 Tore) bestritten. Trainer Pliska wurde am 24. März 1965 durch Theo Kirchberg abgelöst. Persönlich hatte Biskup aber mit seiner Leistung überzeugt, er wurde von mehreren Vereinen umworben. Es zerschlug sich zwar ein Wechsel in die Bundesliga zu Hannover 96, wo er später erfolgreich als Trainer arbeiten sollte. Stattdessen wechselte Biskup zum Ligakonkurrenten Fortuna Düsseldorf, mit dem ihm bereits in seiner ersten Saison 1965/66 der Aufstieg in die Bundesliga gelang. Unter Trainer Kuno Klötzer hatte der Mann aus Bottrop 32 Ligaspiele mit sechs Toren an der Seite von Mitspielern wie Waldemar Gerhardt, Hans-Josef Hellingrath, Werner Jestremski, Peter Meyer, Reinhold Straus und Gert Wünsche bestritten. In der Bundesligaaufstiegsrunde setzten sich die Fortunen gegen die Konkurrenz von FK Pirmasens, Hertha BSC und Kickers Offenbach durch.
Mit einem 2:1-Erfolg am 20. August 1966 beim Auswärtsspiel gegen Borussia Dortmund startete Abwehrchef Biskup mit der Fortuna in die Bundesligarunde 1966/67. Die Hinrunde wurde mit einem 2:2-Heimremis am 17. Dezember 1966 gegen den Hamburger SV beendet. Uwe Seeler zeichnete sich als zweifacher Torschütze für den HSV aus und Abwehrchef Biskup glückte in der 57. Spielminute der Ausgleichstreffer zum 2:2. Fortuna stand mit 14:20 Punkten auf dem 15. Rang. Die Runde beendete Düsseldorf am 3. Juni 1967 mit einer 1:2-Auswärtsniederlage beim Hamburger SV und stieg somit mit 25:43 Punkten unmittelbar wieder in die Regionalliga West ab. Biskup hatte in 29 Ligaeinsätzen gegen den Abstieg angekämpft, hatte ihn aber nicht verhindern können. Er ging zur Saison 1967/68 mit in die Regionalliga West, der BL-Absteiger enttäuschte aber mit einem 6. Rang und Biskup wechselte 1968 zum damaligen DFB-Pokalsieger 1. FC Köln.

#### 1. FC Köln, 1968 bis 1972 und Ausklang in Brüssel von 1972 bis 1974
Dort wurde er unter Trainer Hans Merkle auf Anhieb Stammspieler. Mit dem FC erreichte er trotz einer außergewöhnlich schwachen Meisterschaftsrunde – der FC landete mit dem negativen Punktekonto von 32:36 auf dem 13. Rang – im Europapokal der Pokalsieger das Halbfinale gegen den FC Barcelona. Biskup debütierte am Starttag der Runde 1968/69, mit einem 2:1-Heimerfolg gegen Kickers Offenbach, in der Bundesliga. Der junge Nachwuchstorhüter Rolf Birkhölzer stand dabei im Tor. Ab dem fünften Spieltag setzte Trainer Merkle auf Paul Heyeres. Der langzeitverletze Milutin Soskic brach sich bei seinem zweiten Saisonspiel am 1. Februar 1969, einem 2:1-Heimsieg gegen den 1. FC Kaiserslautern, erneut sein Bein und fiel erneut aus. Die Kölner Abwehr strahlte keine Sicherheit (56 Gegentore) aus und der Angriff erzielte lediglich 47 Treffer. In der Heimtabelle rangierte die Kölner mit 26:8 Punkten auf dem 2. Rang, in der Auswärtstabelle belegten sie aber mit 6:28 Punkten den vorletzten Rang. Es war eine schwierige Runde für Neuzugang Biskup, die lediglich in den Europacupspielen
eine sportliche Trendwende erfuhr. Köln setzte sich im Pokalsiegerwettbewerb gegen Girondins Bordeaux in der 1. Runde durch, in der 2. Runde wurde ADO Den Haag ausgeschaltet, ebenso war Köln im Viertelfinale im März 1969 gegen die Dänen vom Randers Sportsklub Freja erfolgreich und standen damit im Halbfinale gegen den FC Barcelona. Biskup erzielte gegen die Dänen beim 2:1-Heimerfolg den Siegtreffer und brachte seine Mannschaft im Rückspiel mit 1:0 in Führung. Im Rückspiel setzten sich die Katalanen am 19. April 1969 mit einem klaren 4:1-Erfolg gegen die Mannen um Biskup, Wolfgang Weber, Carl-Heinz Rühl, Hannes Löhr, Heinz Simmet, Heinz Hornig und Wolfgang Overath durch. Biskup war im Europapokal in allen acht Spielen für den 1. FC Köln aufgelaufen und der Halbfinaleinzug war als Erfolg zu werten.
In der Runde 1969/70 zog Biskup mit Köln in das DFB-Pokalfinale ein. Im Viertelfinale hatten die „Geißböcke“ im Bökelbergstadion Borussia Mönchengladbach mit 3:2 n. V. ausgeschaltet und Biskup hatte dabei in der 87. Spielminute einen Foulelfmeter zum 2:2 verwandelt. Im Halbfinale hatte Aachen bei einer 0:4-Heimniederlage keine Chance gegen Köln und der FC war auch eindeutiger Favorit im Endspiel gegen Kickers Offenbach. Im Endspiel setzten sich die Hessen aber überraschend mit 2:1 durch; dabei vergab Biskup in 81. Spielminute einen Elfmeter.
In der Spielzeit 1970/71 setzte sich der 1. FC Köln im Halbfinale am 12. Mai 1971 gegen den FC Schalke 04 mit 3:2 durch; die Schalker waren mit einer 2:0-Halbzeiführung in die Kabine gegangen. Das Endspiel gewann der FC Bayern München mit 2:1 nach Verlängerung. In der Saison 1970/71 schied das Team im Messepokal erst im Halbfinale gegen Juventus Turin aus, nachdem Köln zuvor die Gegner Racing Paris Sedan, AC Florenz (Biskup verwandelte beim 1:0-Heimerfolg gegen Florenz in der 33. Spielminute einen Elfmeter), Spartak Trnava (Biskup brachte die Kölner beim 3:0-Heimerfolg mit einem verwandelten Elfmeter in die 1:0-Führung) und im Viertelfinale Arsenal London ausgeschaltet hatte, wobei Biskup der Siegtorschütze zum 1:0-Heimerfolg mit einem verwandelten Elfmeter in der 5. Minute gegen das Team vom Highbury Stadium gewesen war.
Nach einem weiteren Bundesligajahr für den FC ging er nach einem 4. Rang 1971/72 unter Trainer Gyula Lóránt – der kantige Taktiker wurde am 5. April 1972 von Rolf Herings abgelöst – im Sommer 1972 nach weiteren 19 Ligaeinsätzen (1 Tor) nach Belgien zum FC Lüttich.

### Karriere als Trainer
Im belgischen Lüttich wechselte Biskup in die Trainerposition; er hatte unter Lehrgangsleiter Hennes Weisweiler 1967 die Fußball-Lehrer-Ausbildung absolviert. 1976 kehrte er nach Deutschland zurück, zum damaligen Zweitligisten Preußen Münster. Mehrfach verpasste er mit der Mannschaft den Aufstieg in die Bundesliga nur knapp. 1980 wechselte er zum Konkurrenten der 2. Bundesliga Nord, dem VfL Osnabrück, der mit ihm den Sprung in die nun eingleisige 2. Bundesliga schaffte – sein vorheriger Club hingegen musste absteigen. Er wechselte noch einmal innerhalb der Liga zu Bayer 05 Uerdingen (heute KFC Uerdingen).
Nach internen Schwierigkeiten schloss er sich Hannover 96 an. Den Verein rettete er 1984 zunächst vor dem Abstieg in die Amateur-Oberliga und führte ihn im Jahr darauf völlig überraschend zum Aufstieg in die 1. Bundesliga.
In der Zeit seines größten Erfolges ereilten ihn jedoch persönliche Rückschläge; seine Alkoholkrankheit veranlasste den Verein dazu, sich von seinem erfolgreichen Trainer zu trennen. Auch seine nächsten Trainerstationen beim SV Arminia Hannover (vom 16. Januar 1986 bis zum 21. November 1986 in der Amateur-Oberliga Nord), bei Trabzonspor und beim KSV Hessen Kassel (die Hessen stiegen in der betreffenden Saison 1986/87 aus der 2. Bundesliga ab) standen unter dem Einfluss seiner Krankheit.
1992 absolvierte er eine Entzugstherapie, anschließend gelang ihm die Rückkehr als Trainer beim Fußballverband Mittelrhein. Er war nach eigenem Bekunden „trocken“ und hatte mit dem Alkohol angeblich „längst abgeschlossen“. Erst nach dem Jahr 2000 gelang es ihm jedoch tatsächlich, seine Sucht unter Kontrolle zu bekommen.
Nach dem Abstieg 1993 aus der Zweiten Liga engagierte der VfL Osnabrück erneut Biskup als Trainer. Im ersten Jahr seiner Rückkehr verpasste er die Rückkehr ins Profigeschäft nur knapp. Doch bereits während der nächsten Saison holte ihn seine Krankheit wieder ein und Biskup wurde zu Beginn des Jahres 1995 entlassen.
Nach Jahren ohne Beschäftigung übernahm er den VfL Köthen, den er in die Landesliga führte. Im Jahr 2000 wechselte er in die Oberliga zum BV Cloppenburg und im Anschluss daran in die Kreisliga Osnabrück-Stadt zum SC Lüstringen, mit dem er in der Saison 2002/03 abstieg.
Biskup lebte zuletzt in Cloppenburg und war dort seit November 2005 Trainer beim SC Sternbusch, der in der Saison 2006/07 als Meister in die Kreisliga Cloppenburg aufstieg. In der Saison 2007/08 wurde der SC Sternbusch unter seiner Führung Vierter und zog in das Kreispokalfinale ein. Im März 2009 verließ er den Verein und arbeitete als Spieler-Scout im Bereich Niedersachsen für den 1. FC Köln. Am 20. März 2012 wurde Biskup erneut als Trainer der 1. Herrenmannschaft des SC Sternbusch verpflichtet. Zu seinem ehemaligen Verein Hannover 96 hatte er noch gute Kontakte. Im März 2008 war er an Aufnahmen zum Hörbuch Gustav vor – noch ein Tor als Gastsprecher neben Robert Enke engagiert.
Werner Biskup starb 2014 im Alter von 72 Jahren in einem Krankenhaus in Quakenbrück an den Folgen eines Hirnschlags.

## Zitate von Biskup
„Wir nehmen einen Zirkel und ziehen einen Kreis von 50 Kilometern Durchmesser, mit Hannover als Mittelpunkt. Dort suchen wir talentierte Jugendliche und Amateure. Das ist besser als irgend jemand vom Bodensee zu holen!“

„Die 18-Jährigen – das ist meine Welt!“

## Werdegang als Spieler

### Statistik
- 1. Bundesliga
29 Spiele, 1 Tor für Fortuna Düsseldorf
111 Spiele, 10 Tore für den 1. FC Köln
- Regionalliga West
58 Spiele, 10 Tore für Fortuna Düsseldorf
66 Spiele, 4 Tore für Bayer 04 Leverkusen
- Oberliga West
30 Spiele, 3 Tore für Bayer 04 Leverkusen
- DFB-Pokal
17 Spiele, 2 Tore für den 1. FC Köln
- Europapokal der Pokalsieger / UEFA-Cup
21 Spiele, 5 Tore für den 1. FC Köln

### Erfolge
- 1970: DFB-Pokal-Finale
- 1971: DFB-Pokal-Finale